# Cylindraspis peltastes
Cylindraspis peltastes је гмизавац из реда Testudines и фамилије Testudinidae.

## Угроженост
Ова врста је изумрла, што значи да нису познати живи примерци.

## Распрострањење
Ареал врсте је био ограничен на једну државу. 
Маурицијус је био једино познато природно станиште врсте.